# Fairmont (Nebraska)
Fairmont est un village du comté de Fillmore, dans l'État du Nebraska, aux États-Unis. En 2020, il comptait une population de 602 habitants.